# Histoire du Koweït

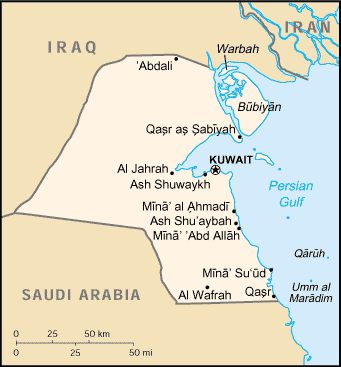
Carte du Koweït (2004)

L'histoire du Koweït retrace sur quatre millénaires l'histoire de cet Émirat du golfe Persique : 17 818 km2 pour environ 4,4 millions d'habitants dans les années 2020, Koweïtiens, dont au moins 70 % des adultes relèvent de l'immigration sans nationalité koweïtienne.

## Chronologie
- XXe siècle av. J.-C. : Île de Failaka, la plus vaste île du pays, est un comptoir commercial et un avant-poste de la civilisation dilmun.
- IVe siècle av. J.-C. : présence grecque puis romaine.
- VIIe siècle : début de l'ère musulmane
- 1521 : contrôle portugais
- 1660-1716 : Les « Outoub » (Utub), tribus arabes, quittent l'Arabie centrale et s'installent sur la côte. Rivalités avec les Bani Khalid.
- 1672 : Le chef de la tribu Bani Kaled Barrak, bâtit une petite forteresse (Kût, en arabe, diminutif de kuwayt).
- fin XVIIIe siècle : Le Koweït constitue une entité politique et économique souveraine.
- 1792 : Installation de la Compagnie britannique des Indes orientales (East India Company)
- 1869 : Le gouverneur ottoman de la province de Bassorah reconnaît au cheikh de Koweït le titre de caïmacan.
- 1899 : Signature d'un traité de protection avec le Royaume-Uni, mais le Koweït reste jusqu'en 1918 sous autorité nominale ottomane.
- 1896-1915 : règne de Moubarak al-Sabah (1837-1915)
- 1914 : Le Koweït devient un protectorat britannique, l'Émirat de Koweït.
- 1934 : Première concession pétrolière au Royaume-Uni.
- 1958 : L'Irak revendique la souveraineté sur le Koweït.
- 19 juin 1961 : Indépendance.
- 1971 : Abrogation de l'accord de sécurité avec le Royaume-Uni.
- Décembre 1975 : Nationalisation du pétrole.
- 1981 : Le Koweït est membre fondateur du Conseil de coopération du Golfe
- 1982 : Krach financier de la bourse parallèle du Souk al Manakh
- Juin 1986 : Dissolution du parlement.
- 2 août 1990 : Invasion irakienne, début de la Guerre du Koweït. Article détaillé : Chronologie de la guerre du Golfe (1990-1991)
- 28 février 1991 : Les troupes irakiennes se retirent du Koweït à la suite de l'opération Tempête du désert.
- 19 septembre 1991 : Signature d'un accord de sécurité avec les États-Unis.
- 16 avril 1992 : La commission spéciale de l'ONU fixe le tracé de la frontière avec l'Irak.
- 5 octobre 1992 : Élections législatives.
- 19 juillet 1994 : Débat autour de l'application de la charia
- 21 septembre 1994 : Proposition irakienne de réconciliation
- 7 octobre 1994 : Menaces irakiennes à la frontière. Envoi de nouvelles troupes américaines
- 16 octobre 1994 : Reconnaissance officielle du Koweït par l'Irak
- 7 octobre 1996 : Élections législatives pour un mandat de quatre ans. Les Koweïtiennes demandent le droit de vote. Scrutin partagé entre les proches du pouvoir, les islamistes et les libéraux.
- 20 janvier 1997 : Action en justice engagée par les islamistes contre un romancier et un écrivain. Création d'un comité sur les droits de l'homme
- 4 mai 1999 : Dissolution du parlement
- 16 mai 1999 : L'émir accorde le droit de vote aux femmes. Succès de l'opposition aux élections législatives
- 28 janvier 2001 : Remaniement ministériel
- 24 février 2001 : Renouvellement du pacte de défense liant le Koweït aux États-Unis
- 30 septembre 2001 : Création d'un comité pour réglementer les activités des organisations caritatives islamiques.
- 16 mai 2005 : Vote du parlement donnant le droit de vote aux femmes.
- 17 mai 2009 : Pour la première fois de l'histoire du Koweït, quatre femmes sont élues députées au Parlement du pays : Massuma al-Mubarak, Aseel al-Awadhi, Rula Dashti et Salwa al-Jassar. Seize femmes faisaient partie des 210 candidats. C'est la première fois depuis l'obtention du droit de vote des femmes en 2005, que certaines sont élues, aucune ne l'ayant été aux précédentes élections législatives de 2006 et 2008[1].
- 16 décembre 2023 : arrivée au pouvoir du Cheikh Mechaal al-Ahmad al-Jaber al-Sabah, à l'âge de 83 ans.
- 10 mai 2024 : suspension du parlement par le régime de Mechaal al-Ahmad al-Jaber al-Sabah.

## Proto-histoire
Les terres actuelles du delta du Tigre-Euphrate sont d'origine récente.
Trois sites pourraient dater de 6000-4500 avant l'ère chrétienne : Bahra 1 (en), H3 (Koweït) (en), Burgan. Les trois îles de Failaka, Shuwaikh et Umm an Namil comportent également des traces de présences très anciennes.

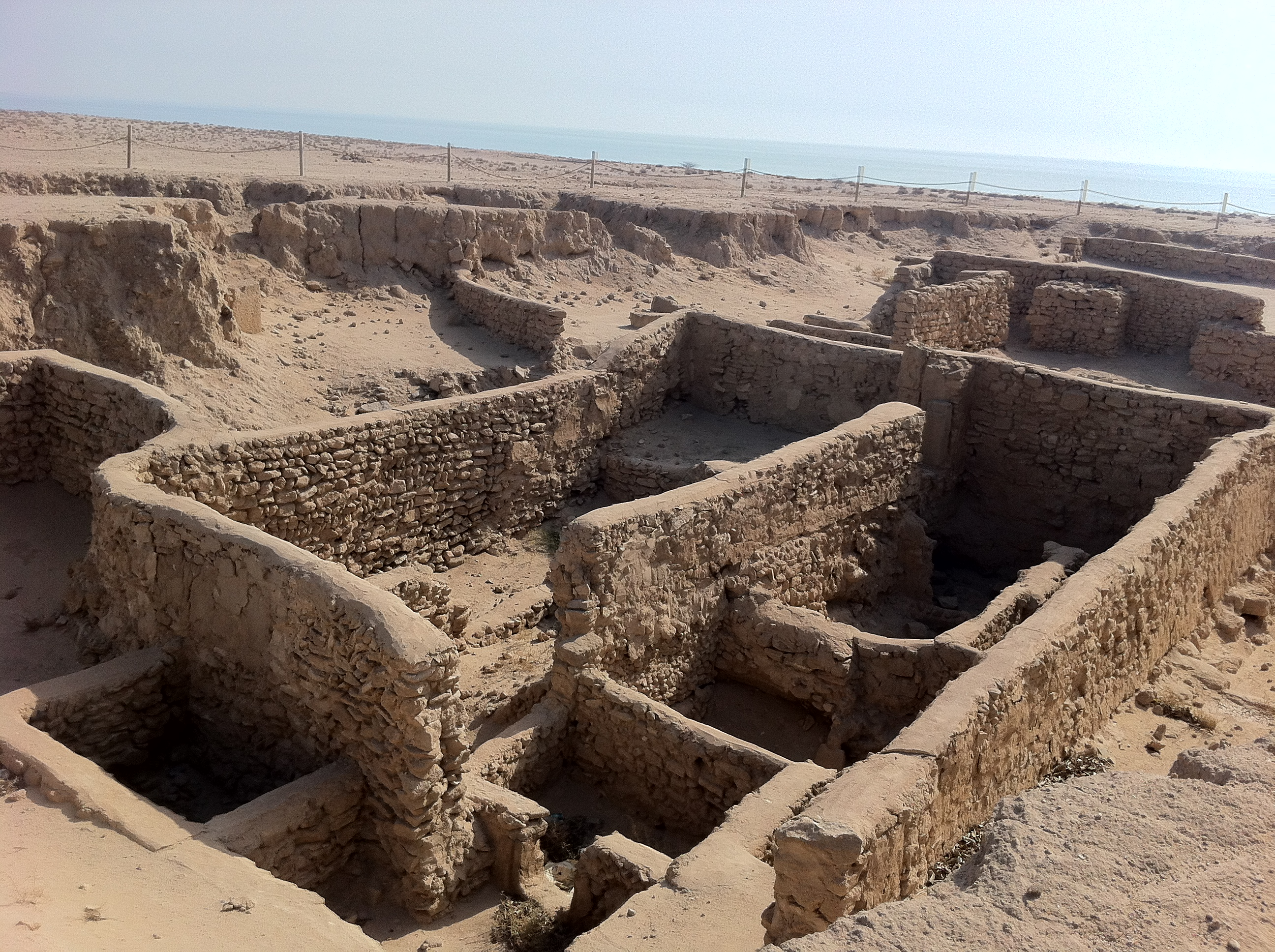
Vestiges à Faïlaka.

L'île de Failaka (en arabe جزيرة فيلكا jazīrat Faylakah / Fēlaka) est une île du Koweït, de 43 km2, à l'entrée de la baie de Koweït, à 20 kilomètres au large de la ville de Koweït, non loin du débouché de l'estuaire commun du Tigre et de l'Euphrate dans le golfe Persique. Divers vestiges prouvent qu'elle a été occupée dès -2000 (bronze moyen), au moins en relation avec la civilisation de Dilmun (2500-500 avant l'ère commune, en déclin dès -1700). Le nom d'Agarum (en) (´KR, Ikaros) pourrait correspondre à Failaka. 
Vers -1400, le royaume de Babylone (dynastie kassite de Babylone, 1595-1155 AEC, sans doute des Monts Zagros) s'impose sur tout le golfe (dont Failaka, Térédon, Dilmun, Tarut).
Plus tard, la région appartient à l'Empire néo-assyrien (934-609), à l'Empire achéménide (Achéménides, 559/539-331/330 AEC), puis à l'Empire d'Alexandre le Grand (330-323), aux Diadoques, à Séleucos Ier (309-281).

## Antiquité
- Empire séleucide (305-114/64 AEC), dynastie des Séleucides, à l'époque hellénistique, de langue grecque, persane, araméenne
  - Ikaros désignerait l'île de Failaka, et Larissa la petite région
- Empire parthe (de -247 à +224, ), dynastie des Arsacides, de langue parthe, de culture persane/iranienne
- Royaume arabe de Characène (ou Mésène, de -127 à 222), capitale Charax Spasinou, vassal de l'Empire parthe, fondé par Hyspaosines (en)
- Périple de la mer Érythrée (vers 200), liste des ports antiques, navigation dans l'Antiquité
- Empire sassanide (224-651), dynastie des Sassanides, de langue persane (et araméenne) ; présence sassanide sur l'île de Bubiyan
- Présence du christianisme nestorien entre 410 et 850
  - 410 : diocèse de Karka d'Maishan, métropolinat de Maishan (en) (Église de l'Orient, de rite syriaque oriental)
  - site chrétien de Qousour (Al Qusur) sur l'Île de Failaka
  - christianisme au Koweït
  - le dernier métropole de Maishan (dépendant de Bassorah) est signalé en 1222, comme auteur du Livre de l'abeille)
- Royaume des Lakhmides (300-602), alliés / vassaux des Sassanides, capitale Al-Hira (Nadjaf, Irak actuel)
- Yazdgard III, dernier roi sassanide (632-651)

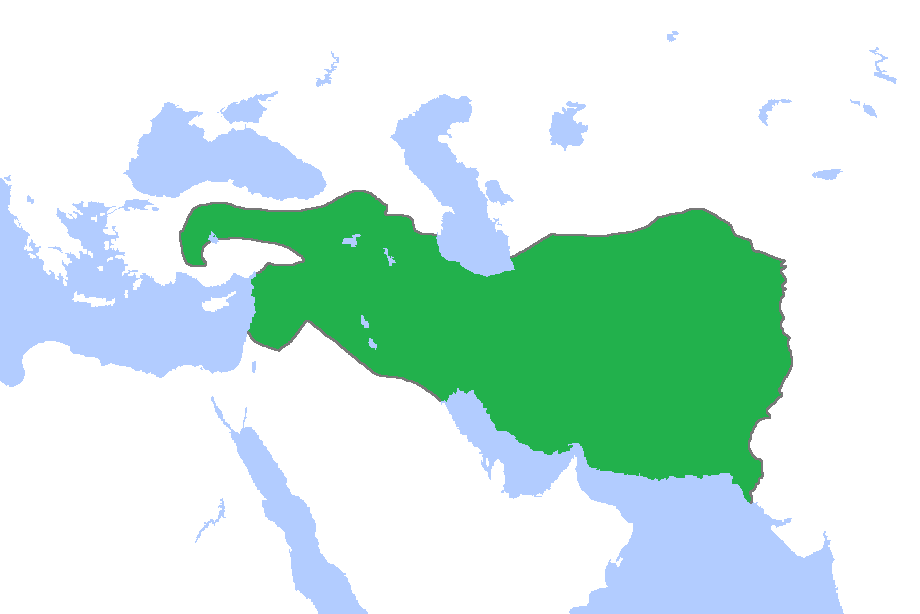
Empire séleucide (-302)
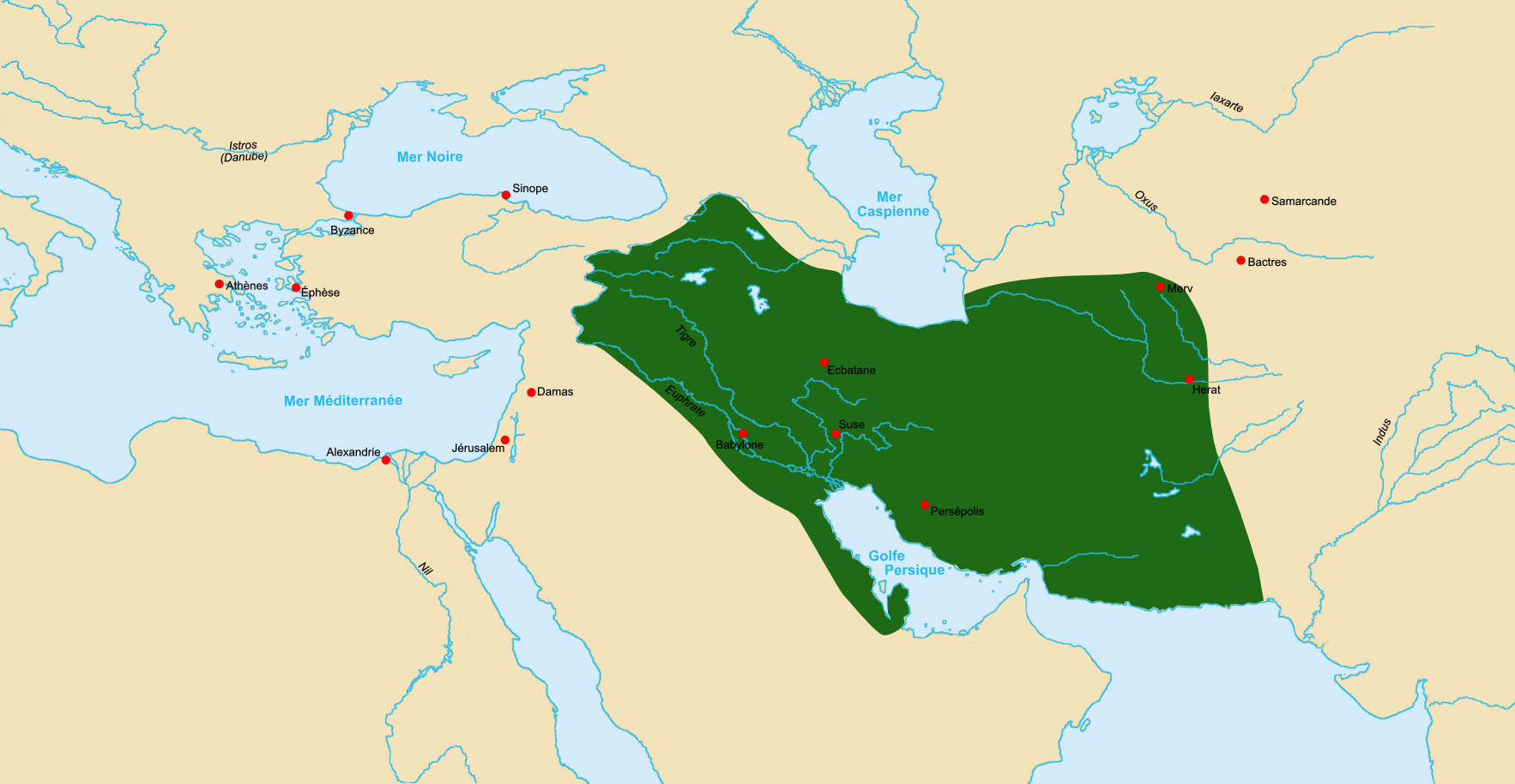
Empire parthe (-60)
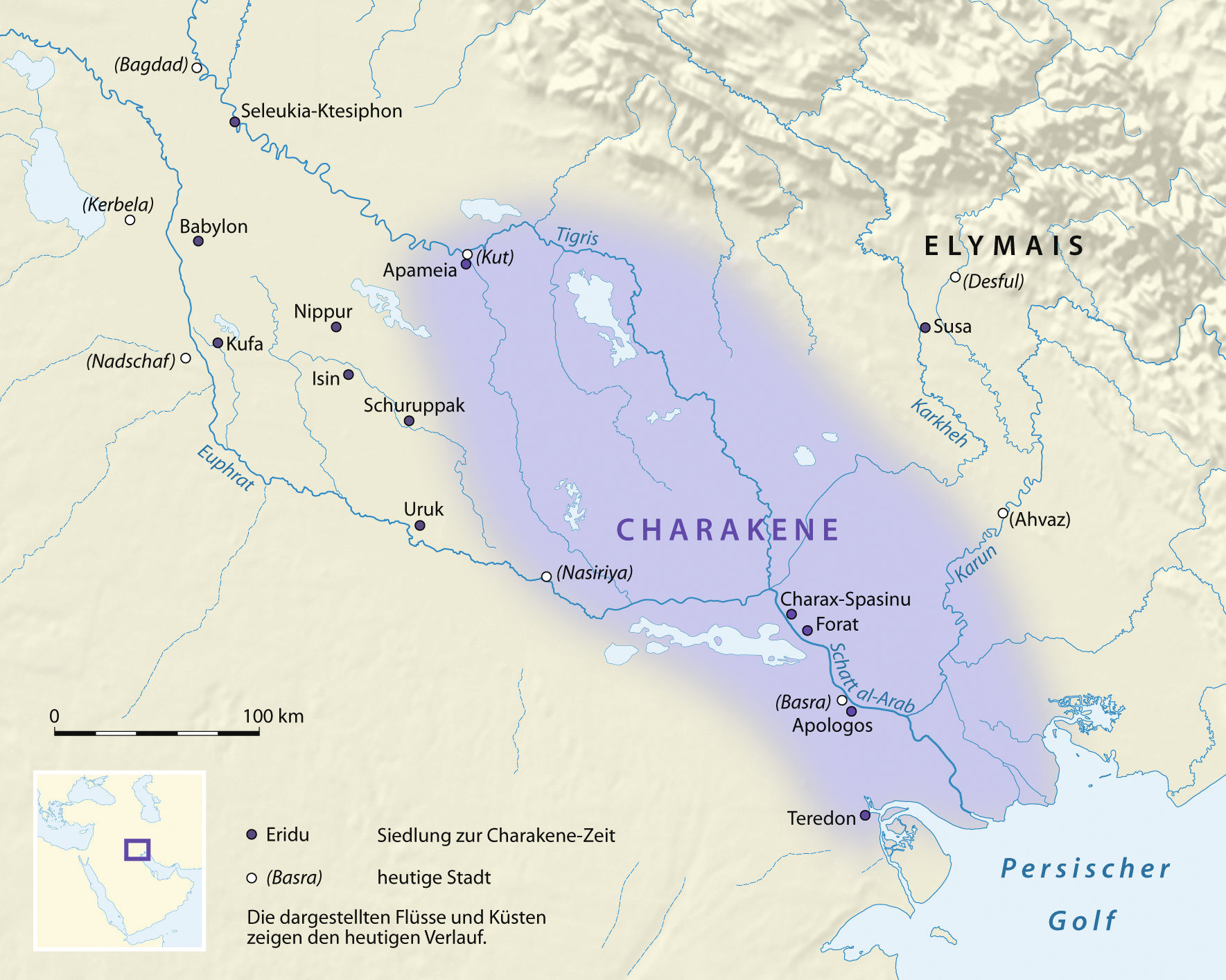
Characène (-51)
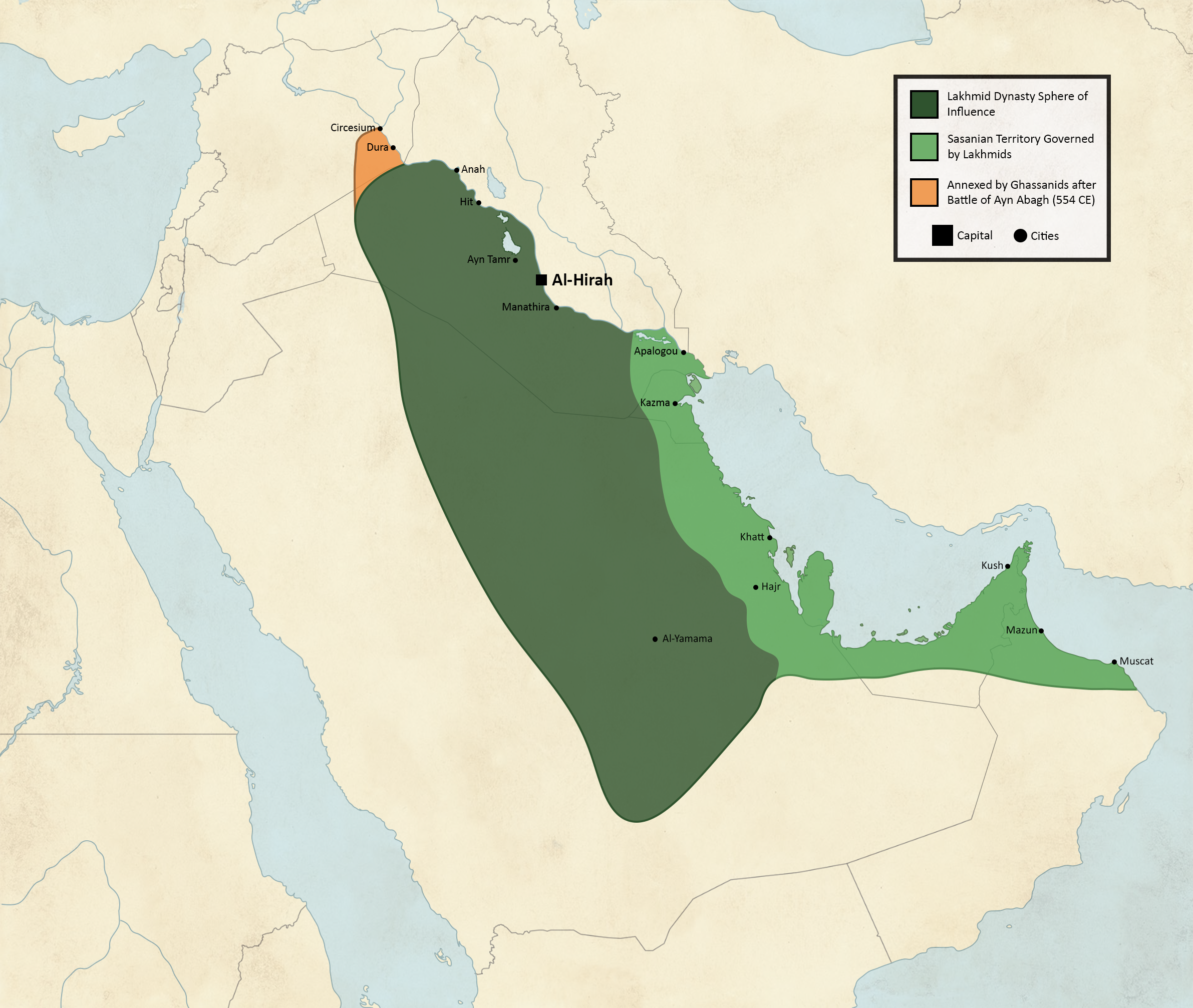
Royaume lakhmide (500)
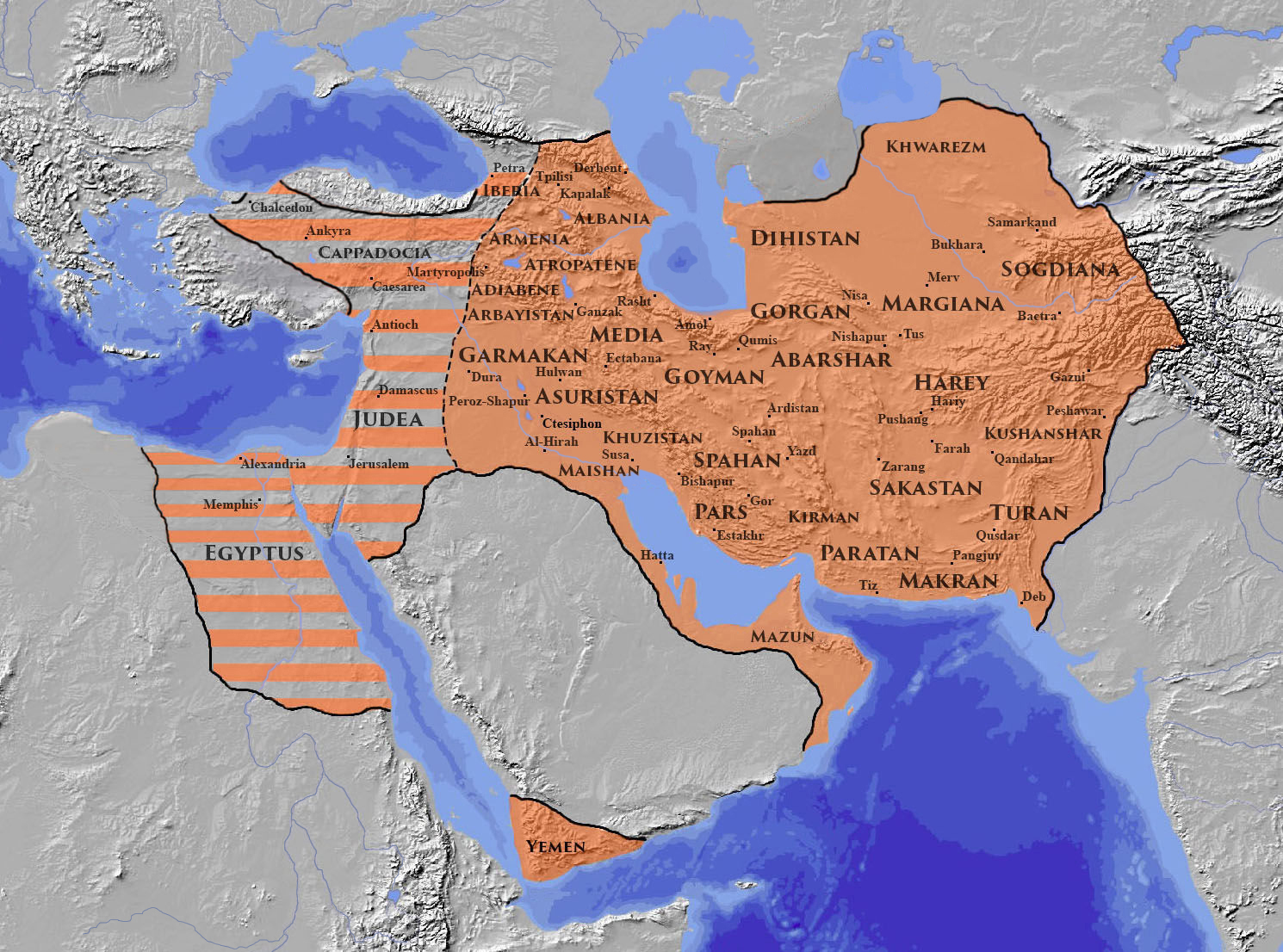
Empire sassanide (621)

## Moyen Âge et conquête musulmane
En avril 633, juste après les guerres d'apostasie (632-633, ḥurūb al-ridda, en péninsule arabique), se déroule à Kazma (en) la bataille de Sallasil (en), opposant l'armée des Califes bien guidés (menée par Khalid ibn al-Walid) et celle de l'Empire sassanide (menée par Hormozd). Il s'agit du premier combat musulman hors péninsule arabique : conquête musulmane de la Perse (633-654).
- Califat des Rachidoune (632-661)
- Abou Bakr As-Siddiq (573-634)

La période 650-1520 demeure mal renseignée pour cette petite partie du golfe persique (Bahr al-Farsi).

## Période 1200-1500: pression turco-mongole
Après l'invasion mongole de l'Empire khwarezmien (1218-121) puis la désastreuse bataille de Bagdad (1258), le Califat abbasside prend fin, au moins pour la région du Golfe Persique. L'Empire mongol (1206-1294) et ses successeurs maintiennent les itinéraires terrestres et maritimes avec l'Asie centrale et l'Extrême-Orient, dont les routes de la soie : Marco Polo (1254-1324) en est un bénéficiaire européen, parmi d'autres.
- Aq Qoyunlu (1378–1508)
- Qara Qoyunlu (1375-1469)
- Empire timouride (1370-1507)

## Période 1500-1700: pression des Portugais et des Persans
L'Empire colonial portugais (1415-1999) se met en place progressivement : conquête portugaise de Goa, Inde portugaise (1510-1961). Le Portugal parvient à Ormuz en 1507, à Bahreïn en 1510, et en 1521 à Bassorah et au Koweït. Pour assurer ses itinéraires et ses implantations, les forces armées portugaises s'opposent aux expéditions navales ottomanes dans l'océan Indien (route des épices, route de l'encens, pèlerinage musulman à La Mecque).
L'échec de la campagne ottomane contre Ormuz (1552, Piri Reis) puis contre Bahreïn éloigne durablement l'Empire ottoman du Golfe persique, au profit du Portugal.
La dynastie iranienne chiite des Séfévides (1501-1736) reprend peu à peu, dès Abbas Ier le Grand (1571-1629), un certain contrôle du Golfe persique (Bahreïn, Ormuz, Bandar Abbas) et ouvre le commerce maritime à la concurrence européenne : Compagnie néerlandaise des Indes orientales (1602-1799), Compagnie française des Indes orientales (1664-1794), Compagnie britannique des Indes orientales (1600-1875).

## Période 1400-1800: mouvements de populations arabes
Vers 1400-1700, la tribu des Bani Khalid (en), originaire du nord-est de l'Arabie saoudite (Qatif, Al-Hassa), contrôle en partie la côte Sud de l'Irak et le Koweït : émirat des Banu Jabr (en) (1417-1524). Puis, sous protection ottomane, elle établit un émirat des Bani Khalid (en) (1696-1796), chiite et sunnite, qui contrôle la partie méridionale du Golfe persique, de Bassorah à Oman. 
La confédération tribale Bani Utbah (en), originaire du Nejd, migre vers 1680-1720 dans l'Est de la péninsule arabique (Oman, Qatar, Bahreïn, Umm Qasr, Koweït, etc.), vivant de taxation et/ou de prédation.
Puis ils installent un cheikhat du Koweït (1752-1961) sous protection des Bani Khalid, avec comme premier souverain (Sabah Ier bin Jaber (en)), qui devient le point de passage obligé pour le commerce entre le Golfe persique et la Méditerranée (Alep, Smyrne, Constantinople).

## Période 1750-1960: pressions étrangères ottomane et britannique

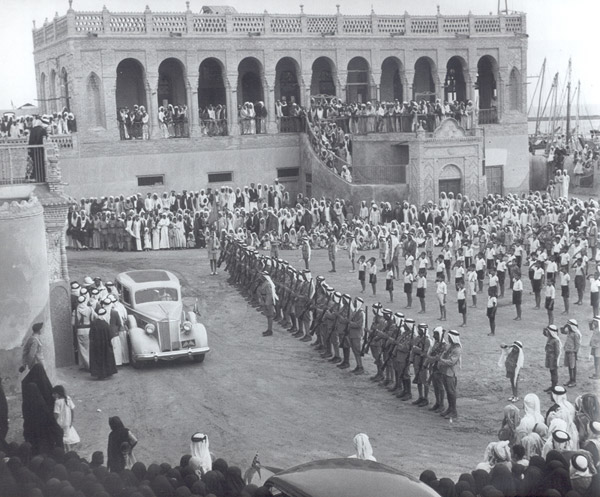
Célébration au palais du Seif en l'honneur de Cheikh Ahmad al-Jaber al-Sabah, 1944.

La Compagnie britannique des Indes orientales, qui a presque le monopole des importations d'Inde au Royaume-Uni, est autorisée en 1763 à établir une base militaire à Bouchehr (Iran), puis à Bassorah, et enfin une Résidence du golfe Persique (1822-1971) avec son siège à Bouchehr puis à Manama (Bahreïn). Un des objectifs est de contrer la piraterie dans le Golfe persique (en) : Qawasim (Charjah (émirat), Ras el Khaïmah (émirat)) et Bani Yas (Émirats arabes unis).
Après divers conflits (1809, 1819) et traités, la Côte des Pirates devient États de la Trêve, sous protectorat britannique de 1892 jusqu'en 1950/1971.
Le cheikhat du Koweït passe sous domination ottomane après l'expédition d'Al Hassa (1871) (en), puis sous protectorat britannique, avec l'accord (secret) anglo-koweïtien de 1899 (en).
- Campagne de Thuwaini Al-Saadoun (1797) (en)

- Fort-Rouge (Koweït, 1897) (en)
- Guerre Koweït-Haïl (en) (1900-1901)
- Convention anglo-ottomane de 1913 (en), ligne bleue  définissant indépendance formelle et frontières du Koweït moderne
- Moubarak al-Sabah (1837-1915)

- Campagne de Mésopotamie (1914-1918)
- Guerre Koweït-Nejd (en) (1919-1920), bataille de Jahra (en) (1920), protocole d'Uqair (1922)
- Jaber al-Moubarak al-Sabah (en) (1860-1917)
- Salim al-Mubarak al-Sabah (en) (1864-1921)

- Révolte des Ikhwans (1927-1930), dont attaque du Koweït (1928)
- Ahmad al-Jaber al-Sabah (1885-1950)
- Percy Cox (1864-1937), un des créateurs britanniques du Moyen-Orient actuel

## Indépendance (1960)

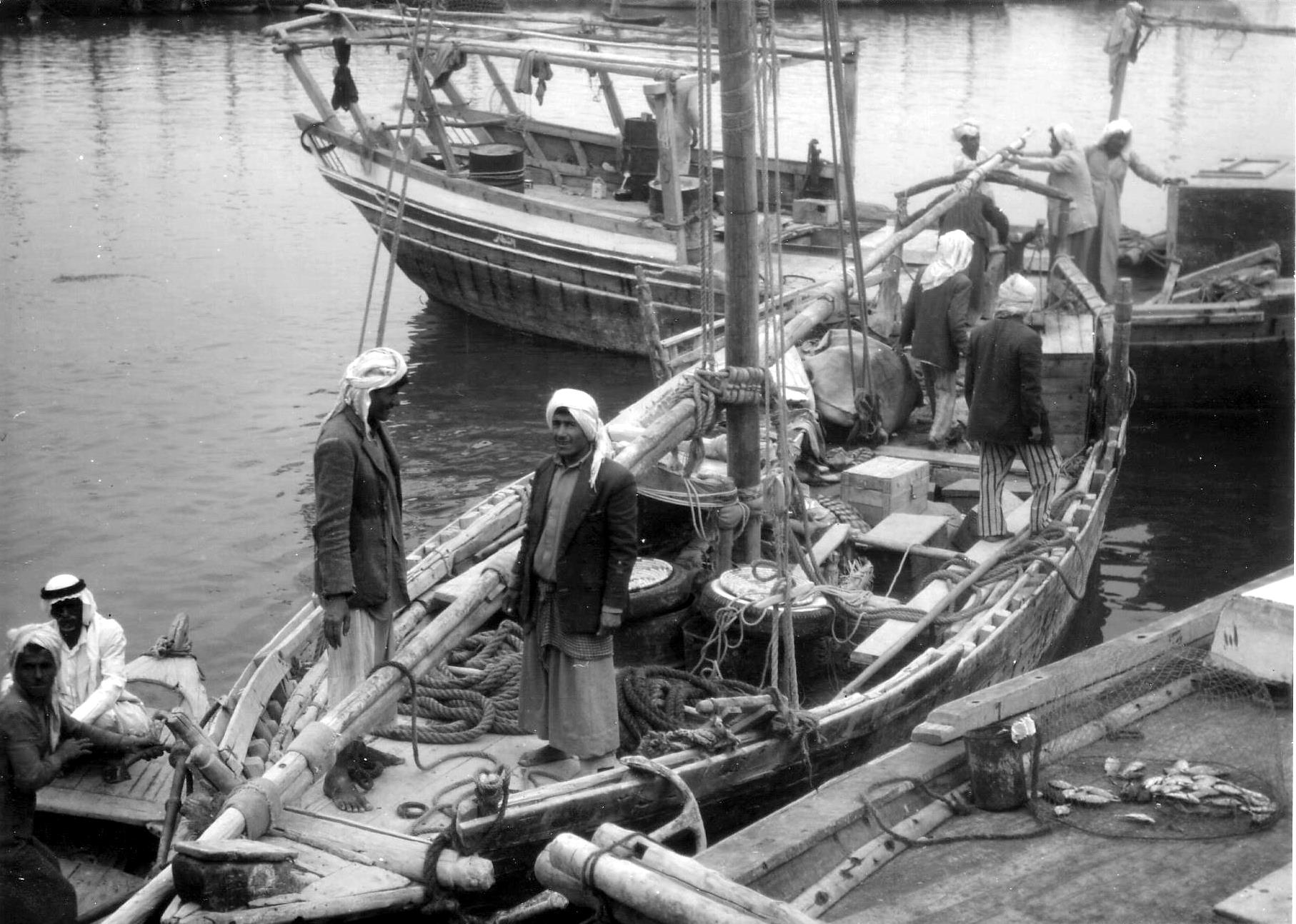
Le port de Koweït City en 1961

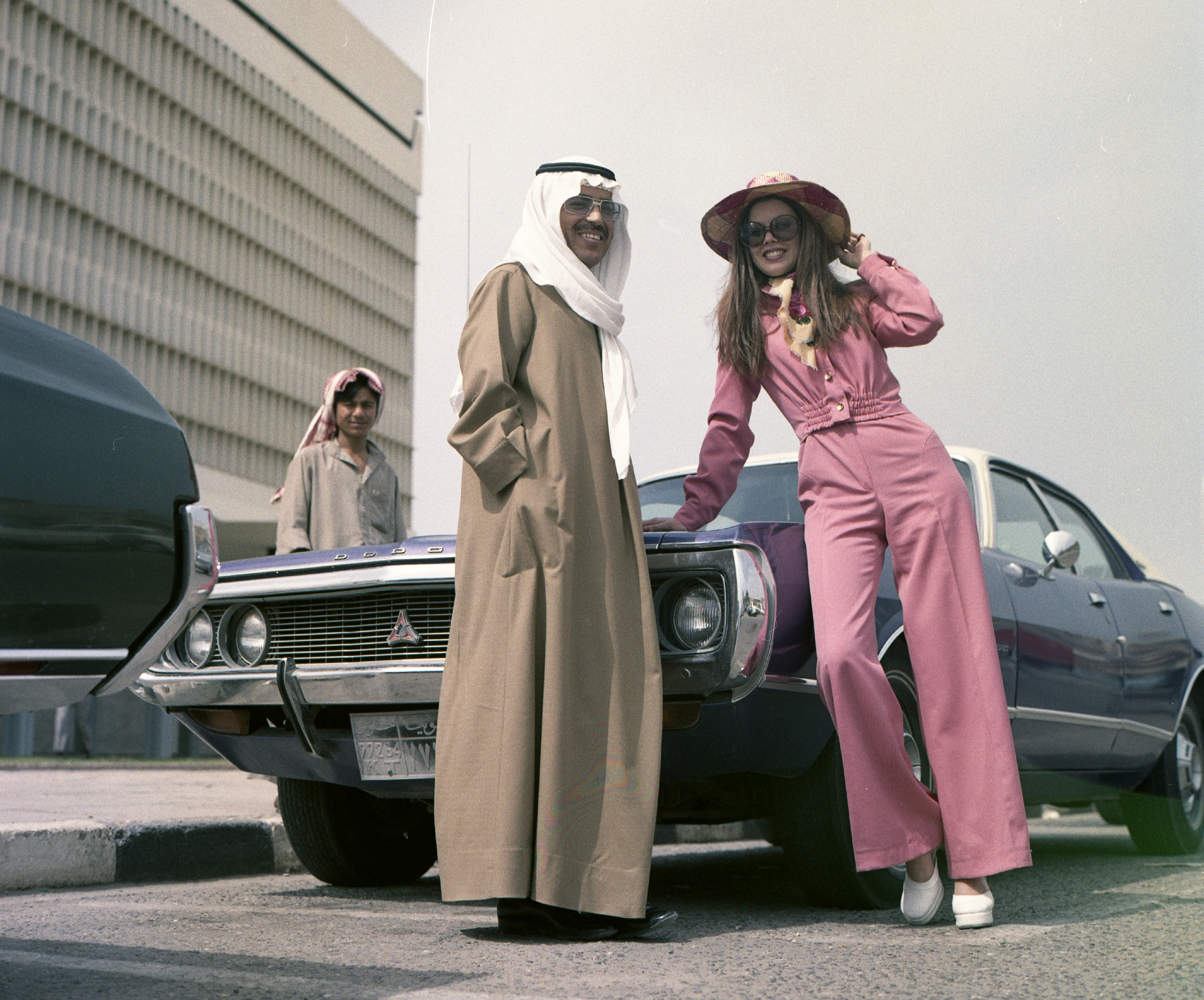
La mannequin hongroise Felkai Anikó à Koweït City en 1973.

Le Koweït, protectorat de l’Empire britannique depuis 1899 accède à l'indépendance après 62 années et signe un traité d'amitié avec le Royaume-Uni qui lui reconnaît sa pleine indépendance le 19 juin 1961, il récupère ses compétences en matière de défense et d'affaires étrangères mais est menacé d'annexion par l'Irak par le Premier ministre irakien Abdul Karim el-Kassem (1914-1963) qui revendique « le territoire koweïtien comme partie intégrante de l'Irak ». Les britanniques viennent protéger le pays, et il reçoit l’appui de la République arabe unie, de la Jordanie, de l'Arabie saoudite et des États-Unis. Le Conseil de sécurité des Nations unies est saisi le 2 juillet, mais le veto de l'URSS empêche toute résolution. La Ligue arabe accueille finalement le Koweït le 20 juillet 1961 et les troupes arabes remplacent les militaires britanniques présents au Koweït, de fait, l'Irak ne peut plus attaquer le Koweït sans s'opposer aux autres États arabes.
- Abdallah al-Salim al-Sabah (Abdullah III du Koweït, 1895-1965)
- Sabah al-Salim al-Sabah (1913-1977)
- Ahmad al-Jaber al-Sabah (1921-1975)
- Jaber al-Ahmad al-Jaber al-Sabah (1926-2006)
- Alaa Hussein Ali (1948)
- Attaques terroristes au Koweït (1983-1988) (en)

## Depuis 1990
Le 2 août 1990, l'armée irakienne de Saddam Hussein franchit la frontière du Koweït. L'Irak convoite le petit émirat pour ses richesses pétrolières (la dette irakienne qui a servi à financer la guerre contre l'Iran est détenue en partie par le Koweït) et pour l'ouverture maritime dont il bénéficie dans le golfe Persique, bien plus importante que celle de l'Irak.

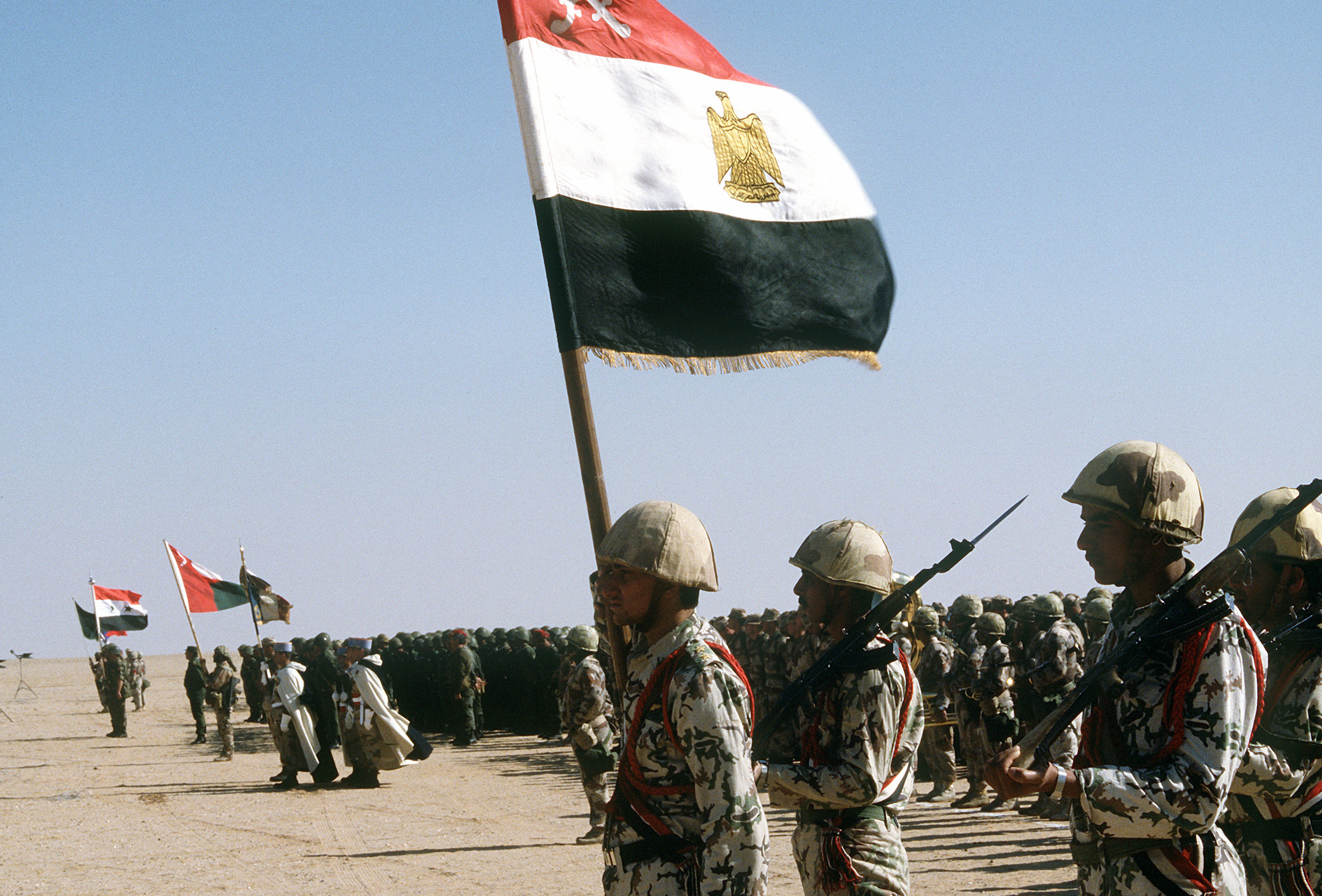
Forces égyptiennes, syriennes, omanaises, koweïtiennes et françaises lors d'une revue le 8 mars 1991 après la victoire.

Après son indépendance, l'Irak n'a pas reconnu les frontières établies et les relations entre les deux pays ne se sont pas normalisées. L'invasion est condamnée par l'ONU et entraîne l'intervention d'une force internationale sous l'égide américaine (Opération Tempête du désert) qui débute le 17 janvier 1991. La coalition libère Koweït le 26 février 1991 et Saddam Hussein annonce publiquement le retrait de ses troupes. Après la guerre, la plupart des 300 000 Palestiniens vivant au Koweït, soupçonnés de soutien à l'Irak, sont expulsés.
Le 5 mars 1991, le Conseil de commandement de la révolution irakien considère toutes les lois concernant l'annexion du Koweit comme nulles et non avenues.
- Ali Hassan al-Majid (1941-2010)
- Highway of Death Koweït-Bassorah
- Aziz Salih Numan (en) (1941-2024), gouverneur fantoche de la république du Koweït (4-28 août 1990)* Affaire des couveuses au Koweït (1990, faux témoignage de Nayirah al-Ṣabaḥ ayant servi de prétexte à l'intervention américaine
- Exode des Palestiniens du Koweït (1990-1991) (en)
- Marées noire de la guerre du Golfe (en)
- Incendies de pétrole au Koweït en 1991
- Mission d'observation des Nations unies en Irak et au Koweït (1991-2003)
- Suites de la guerre du golfe (en)
- Groupe Fintas (en), attaque de désinformation

- Jaber al-Ahmad al-Jaber al-Sabah (1926-2006)
- Saad al-Abdallah al-Salim al-Sabah (1930-2008)
- Sabah al-Ahmad al-Jaber al-Sabah (1929-2020)
- Nawaf al-Ahmad al-Jaber al-Sabah (1937-2023)
- Mechaal al-Ahmad al-Jaber al-Sabah (1940)

### Nouvelles menaces irakiennes puis reconnaissance du Koweït par l'Irak (1994)
Le 7 octobre 1994 l'Irak concentre à nouveau des troupes à la frontière avec le Koweït. Des troupes américaines sont alors immédiatement envoyées dans l’émirat. Saddam Hussein retire ses hommes, mais démontre ainsi la totale dépendance des monarchies du Golfe envers la puissance américaine.
Le 10 novembre à la suite d'une médiation russe, le Parlement irakien et le conseil de commandant de la révolution reconnaissent la souveraineté, l'intégrité territoriale et l'indépendance politique du Koweït.

### Tournant autoritaire et politique ethnico-nationaliste (depuis 2024)
Depuis l'arrivée au pouvoir en 2023 du prince héritier Mechaal al-Ahmad al-Jaber al-Sabah, à l'âge de 83 ans, le pays prend un virage autoritaire. Le parlement est notamment dissous dès le 10 mai 2024. Aucune nouvelle élection n'est prévue et plusieurs articles de la constitution ont été suspendus pour une durée de quatre ans,.
À cela s'accompagne une vague massive de déchéance de nationalité. En 6 mois, elle a touché 42 000 ressortissants du Koweït (3 % de la population). La mesure concerne notamment les épouses de Koweïtiens, naturalisées par le mariage. Comme le pays n’autorise pas la binationalité, les déchus deviennent apatrides. Ils n'ont alors plus accès aux soins hospitaliers gratuits, ne peuvent inscrire leurs enfants à l’école publique, avoir accès aux généreuses prestations sociales versées par cette riche pétromonarchie, ni posséder de terres. Ces apatrides viennent s'ajouter à l'importante communauté bidoune (300 000 individus).
Cette campagne de déchéance de nationalité est justifiée par un discours xénophobe (sanction des criminels étrangers et des profiteurs illégitimes des aides sociales). De même, selon le ministre de l'Intérieur, Cheikh Fahad al-Yousef, ces étrangers génèrent des « confusions de lignage  »,.